# Ault da Val Gronda
Ault da Val Gronda är en kulle i Schweiz. Den ligger i distriktet Surselva och kantonen Graubünden, i den östra delen av landet, 140 km öster om huvudstaden Bern. Toppen på Ault da Val Gronda är 1 275 meter över havet.